# 摩爾多瓦憲法 (1994年)
《摩爾多瓦共和國憲法》（羅馬尼亞語：Constituția Republicii Moldova）是摩爾多瓦的現行憲法，一共有7章。該法於1994年7月29日通過，並在同年8月27日生效；截至2018年，該憲法一共修改過8次。
《摩爾多瓦憲法》確立摩爾多瓦共和國為獨立和中立的主權國家； 由一系列原則管理的法律狀態，包括分權與合作、政治多元化、人權和自由、遵守國際法和國際條約。它描述了國家主要機構的形成和職能：議會、內閣、總統和司法機構。